# Prix de Chatéau-Chinon
Prix de Chatéau-Chinon är ett travlopp för 3-åriga varmblod (hingstar) som körs på Vincennesbanan utanför Paris i Frankrike varje år. Det går av stapeln i slutet av december. Det är ett Grupp 3-lopp, det vill säga ett lopp av tredje högsta internationella klass. Loppet körs över distansen 2700 meter med voltstart. Den samlade prissumman i loppet är 90 000 euro, varav 40 500 euro till vinnaren.

## Vinnare
| År   | Häst               | Efter              | Kusk                  | Tränare               | Tid    |
| ---- | ------------------ | ------------------ | --------------------- | --------------------- | ------ |
| 2024 | Lemon Tree         | Face Time Bourbon  | Benjamin Rochard      | William Bigeon        | 1'12'8 |
| 2023 | Karlito            | Ready Cash         | Yoann Lebourgeois     | Jean-Philippe Monclin | 1'14'5 |
| 2022 | Gericault          | Muscle Hill        | Christophe Martens    | Vincent Martens       | 1'12'7 |
| 2021 | Calypso di Poggio  | Ready Cash         | Adrien Lamy           | Erik Bondo            | 1'13'0 |
| 2020 | Hussard du Landret | Bird Parker        | Benoît Robin          | Benoît Robin          | 1'15'3 |
| 2019 | Empire             | Västerbro Prestige | Franck Nivard         | Tomas Malmqvist       | 1'14'3 |
| 2018 | Fakir du Lorault   | Vaillant Cash      | François Lecanu       | Mickaël Charuel       | 1'15'2 |
| 2017 | Viscarda Jet       | Pine Chip          | Björn Goop            | Paolo Romanelli       | 1'13'7 |
| 2016 | Dream de Nilrem    | Jet Fortuna        | Éric Raffin           | Frédéric Prat         | 1'16'6 |
| 2015 | Traders            | Ready Cash         | Jean-Philippe Monclin | Philippe Allaire      | 1'14'0 |
| 2014 | Buffalo de Beylev  | Memphis du Rib     | Matthieu Abrivard     | Hubert Hardy          | 1'14'9 |
| 2013 | Astor du Quenne    | Opus Viervil       | Éric Raffin           | Sébastien Guarato     | 1'14'6 |
| 2012 | Village Mystic     | Love You           | Louis Baudron         | Louis Baudron         | 1'13'5 |